# 李漢民
李漢民，香港警司，曾任元朗警區八鄉分區指揮官，因為於反對逃犯條例修訂草案運動期間的言行而受到zh-hk:香港傳媒關注。

## 反對逃犯條例修訂草案運動期間表現
元朗襲擊事件中，警察於接獲報案後39分鐘才前往現場，李身為當值指揮官，卻被拍到與白衣人拍肩並表示「心領」、「唔使擔心」，形容白衣人所做的事為「幫忙」，被質疑與有可能毆打市民的嫌疑人「有講有笑，互相協調」。另外，李被問及為何未有及早到達現場時，以「睇唔到錶」回應記者，又責罵記者，回應詢問時反而記者質問，李一度稱不會回應單一記者問題，記者問是否需要全部傳媒到場才回應，李向記者稱，「你咁樣係唔會令到我驚㗎！」。
警方被指當日晚上「消失」，早於事發前已收到情報，顯示有人將於7月21晚攻擊市民，而當晚事發後，長逾數小時並無警察到場。其後，民間人權陣線副召集人陳皓桓到廉政公署總部舉報包括李漢民在內的多名高級警務人員涉嫌公職人員行為失當罪。

## 元朗采茵軒單位僭建事件
於2020年5月，李漢民持有的元朗采茵軒地下單位有至少3個玻璃屋構築物，懷疑違規僭建。李漢民在事件曝光後即採取行動，派建築工人到該單位清拆僭建物。警察其後拒絕評論事件。

## 資料來源
1. ↑  . 立場新聞.   [2019-07-22]. （原始内容存档于2019-07-23） （中文（香港））.
2. ↑  .   [2020-05-21]. （原始内容存档于2019-08-27）.
3. ↑  .   [2020-05-21]. （原始内容存档于2019-07-25）.
4. ↑  .   [2020-05-21]. （原始内容存档于2021-06-19）.
5. ↑  .   [2020-05-21]. （原始内容存档于2020-09-27）.
6. ↑  .   [2020-05-21]. （原始内容存档于2020-05-28）.